# Gonzalo López Silvero
Gonzalo López Silvero (La Habana, Cuba, 24 de enero de 1930 - Miami, Estados Unidos, 10 de marzo de 2015) fue un comentarista deportivo cubano que desarrolló gran parte de su carrerra profesional en Venezuela.

## Biografía

### Carrera
Comenzó su carrera en Cuba en las transmisiones deportivas de Radio Reloj. Luego estuvo en la cadena radial CMQ de La Habana. En sus inicios compartió con dos grandes del micrófono, Rafael “Felo” Ramírez y Bobby Salamanca. Era comentarista del club Sugar Kings y gerente de los Elefantes de Cienfuegos que ganaron la Serie del Caribe en dos oportunidades, 1956 y 1960.
En 1959 abandonó Cuba y se estableció en Puerto Rico. En Puerto Rico laboró en el canal de televisión Telemundo y en el periódico El Mundo.
En 1963 se residenció en Venezuela, donde permaneció durante más de treinta años. Trabajó durante años en el canal de televisión Venevisión y tuvo allí el cargo de gerente deportivo del canal (cargo actualmente ejercido por Héctor Cordido). Realizó durante varios años el programa Deportivas Venevisión junto a Delio Amado León, Max Lefeld, Mario Dubois y Rubén Mijares. López Silvero fue también comentarista en las transmisiones de Venevisión de las Grandes Ligas, liga venezolana de béisbol, boxeo, Juegos Olímpicos, Juegos Panamericanos y Copas mundiales de fútbol. Incluso comentó torneos de golf y tenis.
Además fue presentador e intérprete simultáneo de otros eventos difundidos por Venevisión como las ceremonias de premiación del premio Óscar, el Miss Mundo y el Miss Universo. En 1981, fue enviado especial de Venevisión al concurso Miss Universo 1981, ganado por Irene Sáez.
En 1998 formó parte del equipo de narradores y comentaristas deportivos de RCTV que laboró en la emisión de la Copa mundial de fútbol de ese año.
Durante su permanencia en Venezuela perteneció durante varios años a los circuitos radiales de los Navegantes del Magallanes, Leones del Caracas y Tiburones de La Guaira.
En 1998 se trasladó definitivamente a Miami, en donde ocupó el puesto de supervisor de la Asociación Mundial de Boxeo. En esa ciudad llegó a ser miembro del Salón de la Fama del Deporte Cubano.

### Muerte
Falleció en Miami el 10 de marzo de 2015 de un paro respiratorio.

### Vida personal y estudios
Estaba casado desde hace 61 años con Fedora Cuervo. Con ella tuvo dos hijas: Madeleine y Jacqueline.
López Silvero estudió derecho en la Universidad de La Habana, aunque no lo terminó debido al cierre de la universidad por motivos políticos en los años cincuenta del siglo pasado.